# Sayn-Wittgenstein
Vegeu també Corinna zu Sayn-Wittgenstein
Sayn-Wittgenstein fou un comtat del Sacre Imperi Romanogermànic a l'est del Rin a Renània del Nord-Westfàlia.
Sayn-Wittgenstein fou creat quan l'hereu Salentí de Sayn-Homburg es va casar amb Adelaida comtessa de Wittgenstein el 1345. El 1384 quan Salentí va pujar al poder els dos territoris van quedar units i foren anomenats Sayn-Wittgenstein. Només va durar fins al successor de salentí, Joan. Llavors el país es va dividir en una part nord centrada a Berleburg i una part sud centrada a Bad Laasphe però amb uns límits fluctuants.
Sayn-Wittgenstein fou partit finalment el 1607 en: Sayn-Wittgenstein-Berleburg, Sayn-Wittgenstein-Sayn (als originals territoris de Sayn heretats, vegeu Sayn), i Sayn-Wittgenstein-Wittgenstein.

## Comtes de Sayn-Wittgenstein (1354–1607)
- Salentí, comte de Sayn-Homburg (1354–84)
- Joan (1384–1427)
- Jordi (1427–69)
- Eberard (1469–94)
- Guillem I (1494–68)
- Lluís I (1568–1607)